# Jamberejo
Jamberejo is een bestuurslaag in het regentschap Bojonegoro van de provincie Oost-Java, Indonesië. Jamberejo telt 5367 inwoners (volkstelling 2010).